# Filialkirche Pockhorn

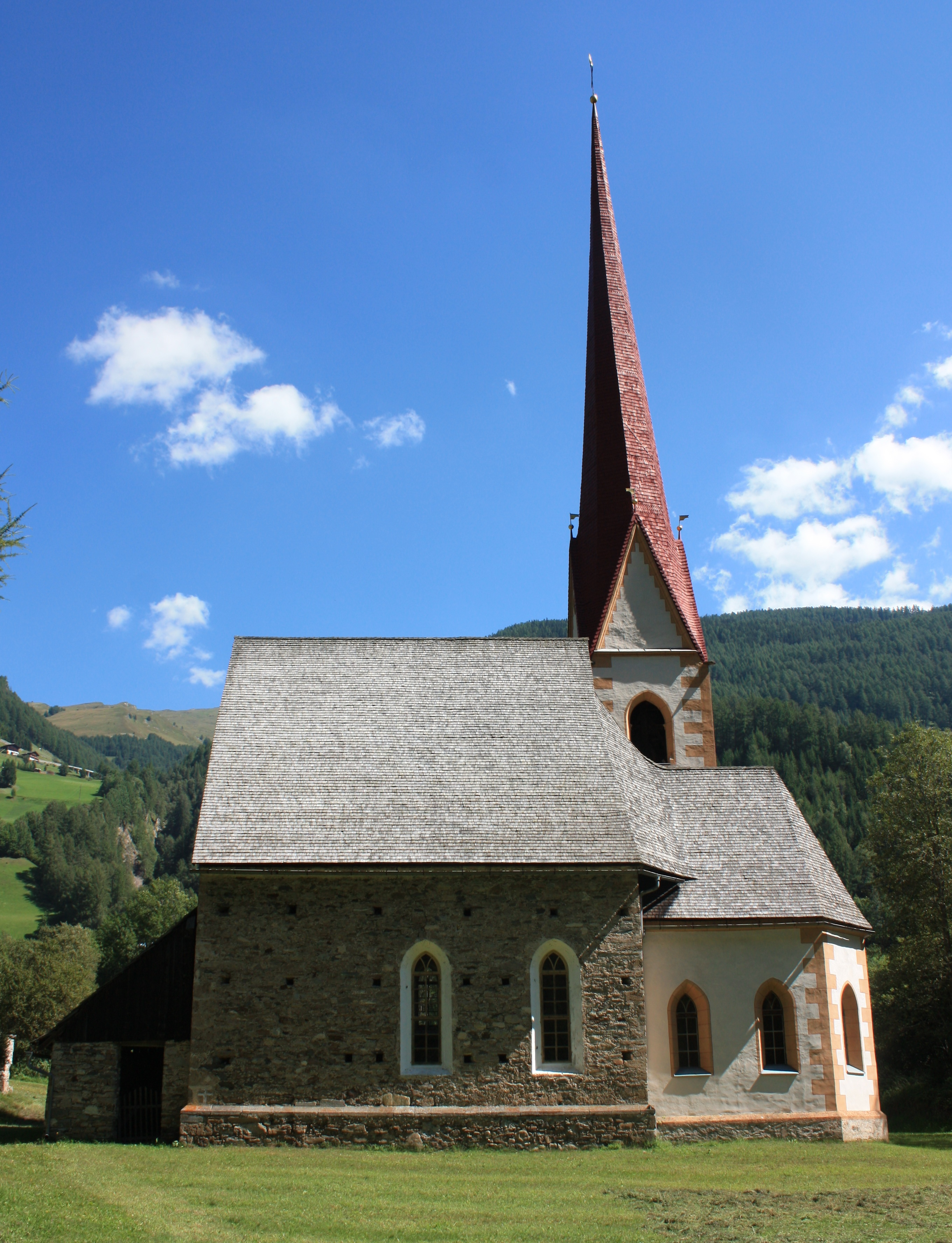

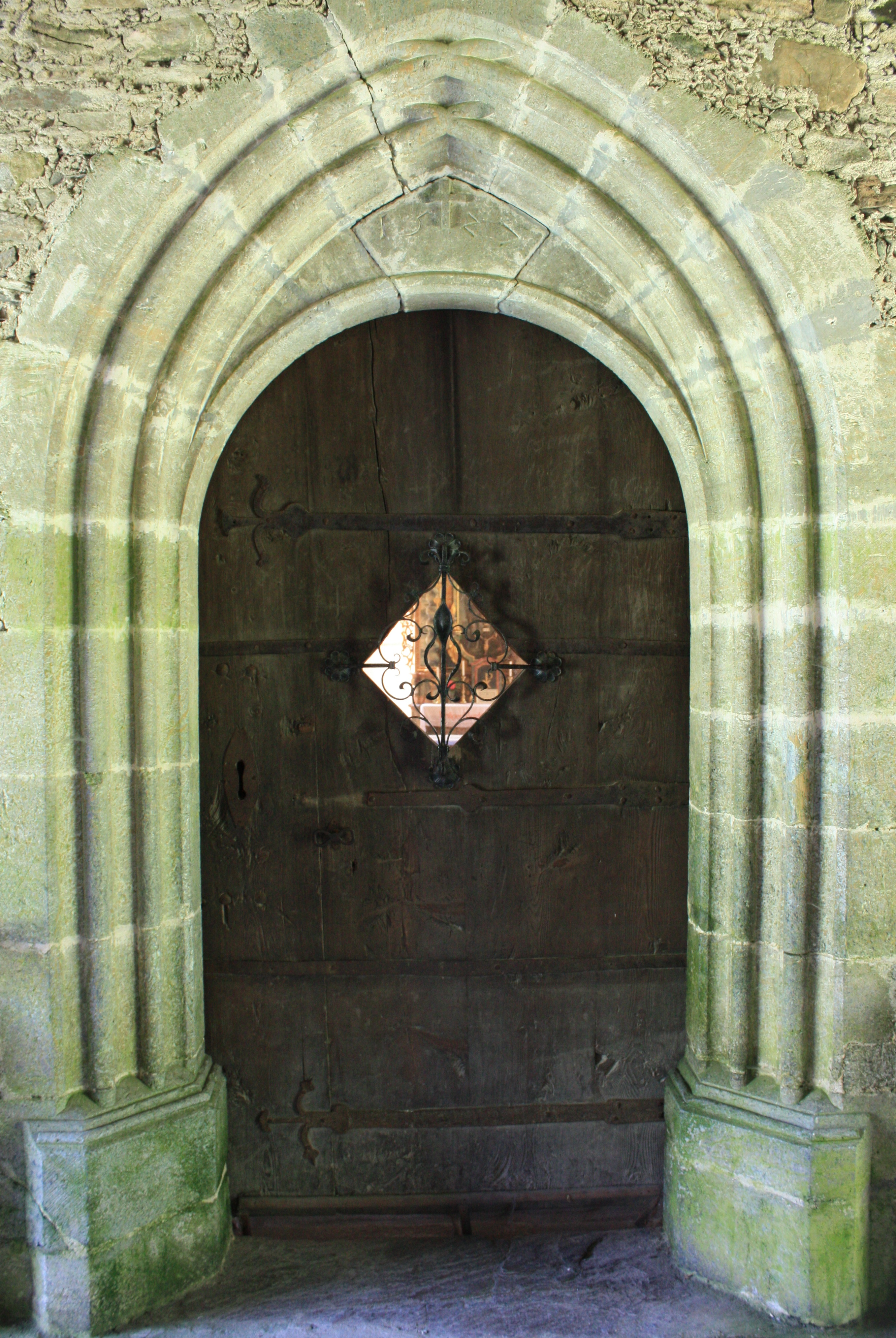
Portal

Die Kirche Pockhorn ist eine Filialkirche der Pfarrkirche Heiligenblut und ist dem heiligen Martin geweiht. Sie steht am linken Möllufer unterhalb der Heiligenbluter Talstufe. Die Kirche steht unter Denkmalschutz (Listeneintrag).

## Geschichte
Die Kirche wurde 1389 erstmals urkundlich erwähnt. Der Chor wurde 1516 geweiht. Das Westportal ist mit 1527 bezeichnet, das Langhausgewölbe mit 1559. Die Kirche wurde 1959 restauriert.
Die Heiligenbluter Sternsinger kehren in dieser Kirche alljährlich in der Nacht vom 5. auf den 6. Januar ein um das Lied Grodeck zu singen und zu beten.

## Bauwerk
Um den ganzen Außenbau zieht sich ein Sockel aus Serpentin mit Wasserschlag an den Ecken. Der zweijochige Chor mit 5/8-Schluss ist in der Achse nach Süden verschoben. Der Turm nördlich des Chores besitzt Maßwerkfenster, Spitzgiebel und einen hohen Helm von 1898. Im Turmerdgeschoß befindet sich die Sakristei. In der Vorlaube aus Bruchsteinmauerwerk ist ein Verschlag, der früher für Opfertiere verwendet wurde. Das spitzbogige, profilierte Westportal ist aus graugrünem Serpentin gefertigt.
Über dem dreijochigen Langhaus erstreckt sich ein Netzrippengewölbe über kräftigen, polygonalen Wandvorlagen. Im Westen ist eine Holzempore mit zwei Holzsäulen eingebaut. Ein spitzbogiger, abgefasster Triumphbogen verbindet das Langhaus mit dem Chor. Im Chor spannt sich ein Sternrippengewölbe über halbrunden Vorlagen. Die Schlusssteine sind mit einem Schmerzensmann, den Heiligen Bartholomäus und Remigius und einem Wappen bemalt. In den Gewölbefeldern sind Rankenmalereien zu sehen. Von der Chornordwand führt eine spitzbogige abgefaste Tür in die Sakristei, darüber ist eine Tür mit geradem Sturz, die der Zugang in den Turm ist.
Im Jahre 2012 wurde mit den Vorbereitungen für eine Innenrenovierung begonnen.

## Einrichtung
Der Hochaltar stammt aus der Mitte des 18. Jahrhunderts. Am Altarblatt ist der heilige Martin mit Bettler abgebildet. Flankiert wird er von den Statuen der Heiligen Nikolaus und Julius. Im Aufsatz schwebt die Figur Gottvaters. Die beiden um 1670 entstandenen Seitenaltäre haben bemerkenswerte Knorpelwerksornamentik. Am linken Seitenaltar, mit einem Schutzengelbild als Altarblatt, steht eine Figur der Maria als Himmelskönigin aus der zweiten Hälfte des 17. Jahrhunderts. Das Mittelbild des rechten Seitenaltars zeigt die Heilige Familie. Der Korb der Kanzel aus dem letzten Viertel des 17. Jahrhunderts ist mit Bildern der Evangelisten geschmückt. Die Voluten des Schalldeckels sind mit einer Monstranz mit dem IHS-Zeichen bekrönt. Über dem Triumphbogen ist ein Kruzifix mit den Leidenswerkzeugen und geschnitzten Armen Seelen im Fegefeuer angebracht.